# Чернышёв, Александр Викторович
Александр Викторович Чернышёв (род. 1979) — сотрудник органов Министерства внутренних дел Российской Федерации, активный участник второй чеченской войны, Герой Российской Федерации (2000).

## Биография
Александр Викторович Чернышёв (в ряде источников фамилия пишется как Чернышов) родился 10 апреля 1979 года в селе Алтайское Алтайского края. В 1997 году окончил среднюю школу. В 1998 году Чернышёв был призван на срочную службу, проходил её в частях внутренних войск Министерства внутренних дел Российской Федерации. Получил воинскую специальность снайпера.
С началом второй чеченской войны после вторжения в Дагестан незаконных вооружённых формирования Шамиля Басаева и Хаттаба Чернышёв участвовал в боевых действиях в составе частей Северо-Кавказского округа внутренних войск. Неоднократно отличался в боях. Так, в ночь с 5 на 6 сентября 1999 года в дозоре у станицы Галюгаевской Курского района Ставропольского края Чернышёв обнаружил группу сепаратистов, пытавшись скрытно пробраться в расположение федеральных сил. Вступив в бой, он огнём из своей снайперской винтовки уничтожил 3 боевиков и ещё 2 тяжело ранен. Оставшиеся бросились бежать, однако Чернышёв стал их преследовать. Догнав одного из них, он смело вступил с ним в рукопашную схватку, обезвредив его и передав в органы внутренних дел. В дальнейшем выяснилось, что захваченный сепаратист на протяжении ряда лет разыскивался за совершённые им убийства.
Особо отличился Чернышёв в бою в районе села Малый Бамут Ачхой-Мартановского района Республики Чечня. В тот день его часть была поднята по боевой тревоге и брошена на выручку атакованной значительными силами боевиков колонне. Противник организовал засаду для подкрепления. Не доезжая места основного боестолкновения, бронетранспортёр, на котором находился Чернышёв, был подбит. Снайпер, укрывшись в канаве на обочине дороги, открыл огонь по сепаратистам. Им были уничтожены трое боевиков, в том числе пулемётчик и снайпер, которые могли бы нанести большие потери и сорвать выполнение поставленной задачи. В разгар сражения Чернышёв обнаружил, что другая группа сепаратистов пытается обойти их с тыла. Оперативно сменив позицию, он застрелил командира боевиков, а затем и принявшего на себя его обязанности бандита, после чего остальные бежали. Пока Чернышёв в одиночку сдерживал их, остальные бойцы выполнили свою задачу по спасению колонны.
Указом Президента Российской Федерации № 305 от 4 февраля 2000 года за мужество и героизм, проявленные в ходе контртеррористической операции на Северном Кавказе рядовой внутренних войск МВД РФ Александр Викторович Чернышёв был удостоен звания Героя Российской Федерации с вручением медали «Золотая Звезда» за номером 546.
После демобилизации Чернышёв вернулся на Алтай и поступил на службу в органы внутренних дел. В 2005 году он окончил Барнаульский юридический институт Министерства внутренних дел Российской Федерации, после чего работал оперуполномоченным уголовного розыска Алтайского краевого Управления внутренних дел.
По состоянию на 2012 год возглавляет Алтайское региональное отделение Межрегиональной общественной организации ветеранов воздушно-десантных войск и войск специального назначения «Союз десантников». Хотя десантником никогда не был. Также является учредителем общественной организации «Народная дружина Барнаульская».